# Z"l
Z״L, z״l oder S״L, s״l (hebräisch ז״ל, Vollform: זיכרונו לברכה) steht für Iwrit Zichrono livracha (m.) / Zichrona livracha (f.) / Zichronam livracha (pl.) beziehungsweise aschkenasisch-hebräisch Zichraunau (Zichrojnoj) livrocho (m.) / Zichrauno (Zichrojno) livrocho (f.) / Zichraunom (zichrojnom) livrocho (pl.) («Z» = stimmhaftes s) und bedeutet „möge sein/ihr Andenken zum Segen sein“. Z״L, z״l oder S״L, s״l wird im Judentum traditionell zum Namen eines verstorbenen Menschen hinzugefügt, vor allem bei Menschen, zu denen ein persönlicher Bezug des Sprechers oder des besprochenen Kontextes besteht.
In der deutschsprachigen Literatur schreibt man auch oft sel. A. oder s. A., was eine Verkürzung von „seligen Angedenkens“ ist. Vergleichbare nichtjüdische Wendungen sind bei Nennung Verstorbener ein vorangestelltes „der/die, mein(e) selige(r)“ oder ein nachgestelltes „Gott hab ihn/sie selig“.